# Musée d'Art de Pori
Le Musée d'art de Pori (finnois : Porin taidemuseo) est un musée situé à Pori en Finlande.

## Bâtiment
Le bâtiment de poids public est conçu par Carl Johan von Heideken et construit en 1860.
Gustaf Nyström agrandit l'édifice de style néorenaissance en 1897.
À partir de 1963, on commence à chercher un nouvel emploi pour l'édifice, et ainsi le cheminement vers le musée d'art commence lentement.
L'influence de Maire Gullichsen dans la décision de transformer le bâtiment en musée sera importante.
Les travaux modificatoires se réalisent entre 1977 et 1981 sous la direction de Kristian Gullichsen.
Les façades sont restaurées presque à leur aspect d’origine, mais l'intérieur du bâtiment est modernisé pour tenir compte des contraintes techniques actuelles d'un musée d'art.
Le musée ouvre ses portes en 1981.
Le bâtiment complémentaire conçu par Kristian Gullichsen est terminé en 2000.

## Collections
Le musée regroupe :
- la collection de la fondation Gullichsen. Elle comporte des œuvres d'art moderne finlandais à partir des années 1910, elles réunissent entre-autres des œuvres de Helene Schjerfbeck et de Magnus Enckell (545 œuvres)[2].
- la collection d'art de la ville de Pori (1534 œuvres)[2].
- la collection de la commune de Noormarkku (47 œuvres)[2].
- les collections archivées. Le musée gère aussi 13 collections d'art finlandais et international (environ 1000 œuvres)[2].